# پیرمردهای بد اخلاق‌تر
پیرمردهای بد اخلاق‌تر (به انگلیسی: Grumpier Old Men) یک فیلم کمدی رمانتیک آمریکایی محصول ۱۹۹۵ و دنباله‌ای بر فیلم پیرمردهای بد اخلاق محصول ۱۹۹۳ به کارگردانی هاوارد دویچ است که فیلمنامه توسط مارک استیون جانسون نوشته شده و موسیقی اصلی آن توسط آلن سیلوستری ساخته شده است. جک لمون، والتر ماتائو، آن مارگرت، بورگس مریدیت، داریل هانا، کوین پولاک و کیتی ساگونا دوباره نقش‌های خود را ایفا کردند. علاوه بر این، این آخرین فیلم مردیت قبل از مرگش در سال ۱۹۹۷ بود.
جان و مکس تصمیم می‌گیرند طعمه فروشی مورد علاقه خود را از تبدیل شدن به یک رستوران ایتالیایی نجات دهند، درست همان‌طور که زن جوانی توجه مکس را به خود جلب می‌کند.

## دنباله ساخته نشده
دنباله‌ای با عنوان بداخلاق‌ترین پیرمردها اعلام شد که در حال توسعه با هاوارد دویچ و مارک استیون جانسون هستند که به ترتیب قرار است کارگردانی و نویسندگی فیلم را بر عهده بگیرند، اما در نهایت فیلم هرگز ساخته نشد.